# Jacques-André-Simon Le Fessier
Ne doit pas être confondu avec Fessier.
Jacques-André-Simon-Mathias Le Fessier (ou Lefessier) (né à Argentan le 28 février 1738 et mort dans la même ville le 2 décembre 1806) est un ecclésiastique qui fut évêque constitutionnel du département de l'Orne de 1791 à 1801 et député à l'Assemblée nationale législative de 1791 à 1792.

## Biographie
Originaire d'Argentan, Jacques André Simon Le Fessier est curé de Bérus dans le diocèse du Mans. Après le refus de l'évêque de Sées d'accepter la constitution civile du clergé il se fait élire évêque constitutionnel de Séez le 10 mars 1791 et il est sacré à Paris le 3 avril. Il se fait également élire à l'Assemblée nationale législative (1791-1792). Il dépose ses insignes le 19 mars 1794, et devint président du « Club municipal de Sées » c'est-à-dire de la municipalité.
Après la Terreur il reprend sa mitre,  publie des encycliques, tient des synodes et assiste aux deux « Conciles nationaux ». Il se démet lors de la signature du Concordat de 1801 et se retire avec 3 000 francs de retraite, dans sa ville natale d'Argentan où il publie ensuite un petit pamphlet contre le clergé sous le titre Avis pacifiques aux prêtres rentrés par le Solitaire d'Argentan. Il meurt à Argentan en décembre 1806 sans s'être repenti et dans son testament il exige des obsèques civiles.
On doit également à Le Fessier, comme écrivain, un Je ne m'y attendois pas ou Réponse de M. Le Fessier sur la dénonciation du sieur La Houardière, (v. 1791), mais on lui doit surtout d’avoir sauvé du vandalisme la bibliothèque de l’évêché de Séez et la collection chronologique des portraits de ses évêques.

## Source
- Jacques-Joseph Odolant-Desnos, La France : description géographique, statistique et topographique. Orne., Paris, Verdière, 1834, 124 p. (lire en ligne), xxvij.
- Noémi Noire-Oursel, Nouvelle biographie normande, vol. 2, Paris, Alphonse Picard, 1886, 586 p. (lire en ligne), p. 98.